# Creste
Creste megyében. 2019. január 1-jén Saint-Diéry községgel egyesült és az így létrejött (azonos nevű) Saint-Diéry új község része lett.
Lakosainak száma 52 fő (2015). Creste Grandeyrolles, Montaigut-le-Blanc, Saint-Diéry, Saint-Floret, Saurier, Verrières és Saint-Diéry községekkel határos.

## Népesség
A település népességének változása:
| Lakosok száma | 54   | 52   | 50   |
|               | 2013 | 2015 | 2016 |